# Saint Vitus
Saint Vitus est un groupe américain de doom metal, originaire de Los Angeles, en Californie. Formé en 1979, le groupe est considéré comme le premier du genre, aux côtés de Pentagram, Witchfinder General, Trouble et Pagan Altar. Ils comptent un total de huit albums studio en date. Bien que n'ayant jamais réussi à percer dans le grand public, Saint Vitus est considéré comme très important dans les scènes doom et sludge metal.
La formation d'origine comprend Dave Chandler (guitare), Mark Adams (basse), Armando Acosta (batterie) et Scott Reagers (chant). Ils enregistrent deux albums avant que Scott Weinrich remplace Reagers en 1986. La formation comprenant Chandler, Adams, Acosta et Weinrich sera celle qui tiendra le plus dans l'histoire du groupe. Leur troisième album, Born Too Late (1986), est considéré comme le meilleur.
Après sa séparation en 1996 et un bref retour en 2003, Saint Vitus se réunit de nouveau en 2008 avec la formation d'origine, comprenant Weinrich, Chandler, Adams et Acosta, puis participe à une tournée à succès. Après 31 ans au sein du groupe, Acosta quitte Saint Vitus en 2009 à cause de problèmes de santé, et est remplacé par Henry Vasquez.

## Biographie

### Débuts (1979–1985)
Saint Vitus, qui commence sa carrière en 1979 est connu pour être l'un des premiers groupe de doom metal. Le groupe se nommait alors Tyrant, il était composé de Scott Reagers (au chant), Dave Chandler (à la guitare), Mark Adams (à la basse), et de Armando Costa (à la batterie), mais peu de temps après ils changèrent de nom pour Saint Vitus. Leurs principales influences viennent de Black Sabbath au même titre que Black Flag.
Avec les mêmes membres Saint Vitus enregistre deux albums (Saint Vitus et Hallow's Victim) et un EP (The Walking Dead). Après la sortie de Walking Dead, Scott Reagers quitte le groupe et fut remplacé par l'ancien meneur du groupe The Obsessed Scott « Wino » Weinrich. Wino enregistrera trois albums studio (Born Too Late, Mournful Criesp), et un album live avec Saint Vitus. Il quitte le groupe en 1991 pour reformer le groupe The Obsessed. Christian Lindersson (de Count Raven) quitte son groupe pour prêter sa voix. Il n'enregistrera qu'un seul album, C.O.D, avant d'être remplacé par le premier chanteur de Saint Vitus, Scott Reagers. Chandler fait partie d'un nouveau groupe, Debris, Inc. avec l'ancien bassiste du groupe Trouble Ron Holzner.

### Réunion(s) (depuis 2003)

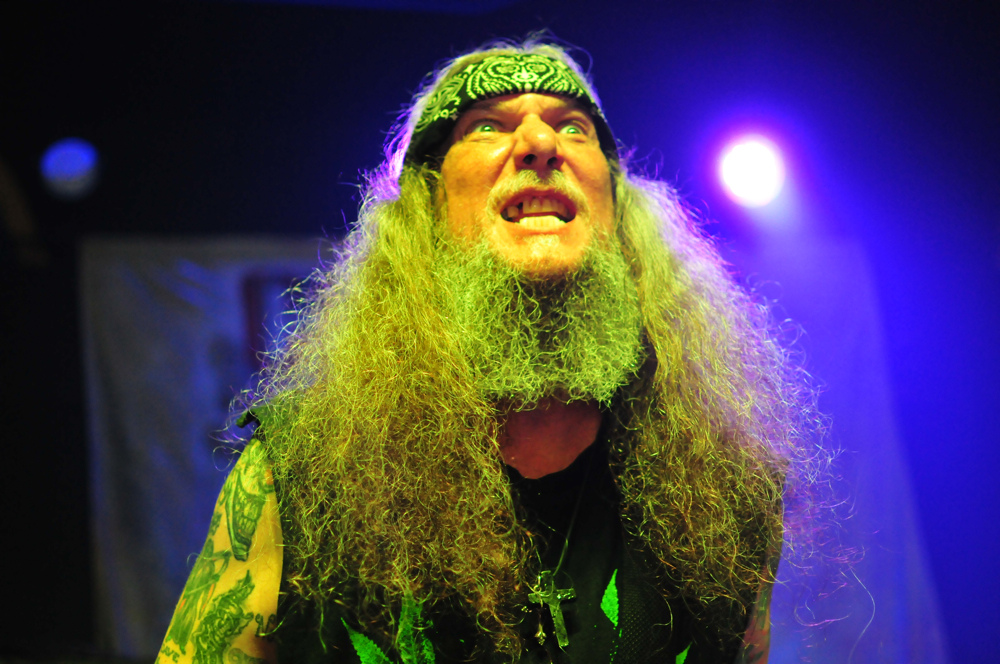
Dave Chandler avec Saint Vitus, sur scène en 2011.

Le 1er juillet 2003, les membres de la formation Born Too Late (Weinrich, Chandler, Adams, Acosta) jouent sur la scène du Double Door à Chicago. Le show est enregistré et publié en DVD. Celui-ci est distribué par le biais du groupe de Chandler, Debris, Inc. En 2008, le groupe se reforme à nouveau pour quelques concerts aux Pays-Bas et en Allemagne.
En mars 2010, dans l’édition allemande de la revue Metal Hammer, Wino annonce que, bien que Saint Vitus soit actuellement sans maison de disques, il espère pouvoir publier un nouvel album bien que le groupe soit,dans tous les cas, en pause,,. Cet album sera reconduit pour 2011, après leur tournée Metalliance Tour avec Helmet et Crowbar. Au Metalliance Tour, Saint Vitus joue une nouvelle chanson intitulée Blessed Night. En novembre 2010, ils sont annoncés au label Season of Mist pour la sortie d'un nouvel album, intitulé Lillie: F-65, le 27 avril 2012,,. Armando Acosta décède le 25 novembre 2010 à cause de complications cardiaques à 58 ans, et est enterré au Riverside National Cemetery en Californie,.
En novembre 2014 Scott Weinrich est interpellé par la police norvégienne pour possession de substances illicites et renvoyé aux États-Unis par le premier avion en pleine tournée anniversaire de l'album Born Too Late. David Chandler (guitare) et Henry Vasquez (batterie) le remplacent au pied levé au chant pour les dernières dates à assurer. En 2015, Saint Vitus joue à Austin et une tournée européenne avec Scott Reagers, ses premiers shows avec le groupe depuis 20 ans. Il rejoint Saint Vitus en 2016 à une tournée américaine avec The Skull et Witch Mountain,. Le groupe publiera l'album live Live Vol. 2, le 23 septembre 2016.

## Membres

### Membres actuels
- Dave Chandler – guitare (1979–1996, 2003, depuis 2008)
- Mark Adams (†) – basse (1979–1996, 2003, depuis 2008)
- Scott « Wino » Weinrich – chant (1986–1991, 2003, depuis 2008)
- Henry Vasquez – batterie, percussions (depuis 2009)

### Anciens membres
- Scott Reagers – chant (1979–1986, 1994–1996, 2015-?)
- Armando Acosta – batterie, percussions (1979–1996, 2003, 2008–2009 ; décédé en 2010)
- Christian Linderson – chant (1991–1994)

### Membre live
- Scott Reagers – chant (depuis 2015)

## Discographie

### Albums
- 1984 : Saint Vitus
- 1987 : Hallow's Victim
- 1987 : Born Too Late
- 1988 : Mournful Cries
- 1989 : V
- 1990 : Live
- 1993 : C.O.D.
- 1995 : Die Healing
- 2012 : Lillie: F-65
- 2016 : Live Vol. 2

### EP
- 1985 : The Walking Dead
- 1987 : Thirsty and Miserable

### Compilations
- 1990 : Born Too Late/Thirsty and Miserable
- 1991 : Heavier than Thou'
- 2004 : V
- 2005 : Live
- 2010 : Hallow's Victim/The Walking Dead